# Пјани (Сондрио)
Пјани је насеље у Италији у округу Сондрио, региону Ломбардија.
Према процени из 2011. у насељу је живело 110 становника. Насеље се налази на надморској висини од 266 м.